# Port Lavaca (Texas)
Port Lavaca es una ciudad ubicada en el condado de Calhoun en el estado estadounidense de Texas. En el Censo de 2010 tenía una población de 12 248 habitantes y una densidad poblacional de 335,22 personas por km².

## Economía
Un importante centro económico es el Puerto de Port Lavaca. La ciudad tiene una ubicación central entre varias instalaciones de fabricaciónes grandes, incluidas Alcoa, Formosa Plastics y DuPont, donde trabajan muchos residentes de Port Lavaca. La pesca es una parte importante de la economía local, particularmente el camarón y las ostras. El turismo también constituye una pequeña parte de la economía de Port Lavaca. Los "texanos de invierno" de los estados más fríos y de Canadá se alojan en los numerosos parques de casas rodantes y campamentos de la ciudad entre octubre y abril.

## Geografía
Port Lavaca se encuentra ubicada en las coordenadas 28°37′5″N 96°37′42″O / 28.61806, -96.62833. Según la Oficina del Censo de los Estados Unidos, Port Lavaca tiene una superficie total de 36.54 km², de la cual 26.29 km² corresponden a tierra firme y 10.25 km² (28.04 %) es agua.

## Demografía
Según el censo de 2010, había 12 248 personas residiendo en Port Lavaca. La densidad de población era de 335,22 hab./km². De los 12 248 habitantes, Port Lavaca estaba compuesto por el 76.59 % blancos, el 3.85 % eran afroamericanos, el 0.51 % eran amerindios, el 6.11 % eran asiáticos, el 0.05 % eran isleños del Pacífico, el 10.8 % eran de otras razas y el 2.09 % pertenecían a dos o más razas. Del total de la población el 56.61 % eran hispanos o latinos de cualquier raza.

## Parques y recreación
En algunos de los restaurantes de la ciudad se pueden encontrar mariscos capturados localmente.
En 2006, se construyeron dos nuevos muelles de pesca con iluminación para pescadores nocturnos en Port Lavaca y uno en 6 Mile Park. Este muelle está ubicado en el extremo este de Main Street en las cercanías del puerto deportivo Nautical Landings. El segundo muelle, Lighthouse Pier, está ubicado en la autopista 35 en Lavaca Bay. El muelle de 6 millas (y la rampa para botes) está ubicado al noroeste en FM 1090, a unas 6 millas (10 km) de la intersección de Hwy 35 y FM 1090 (Virginia Street). Los peces de caza comunes capturados en el área incluyen gallineta nórdica, trucha moteada, platija y tamboril.
Lighthouse Beach, en la intersección de la autopista 35 y Lavaca Bay, cuenta con mesas de pícnic cubiertas, natación y un sendero para observar aves.